# Luuk Mulder
Luuk Mulder (1986) is een Nederlandse journalist die gespecialiseerd in Noorwegen.
Mulder studeerde Europese Studies en Journalistiek en Media aan de Universiteit van Amsterdam. In 2012 werd hij onderzoeksjournalist met een focus op Scandinavië. Zo volgde hij het Noorse proces tegen Anders Breivik.In 2014 werd hij onderzoeker voor het programma Argos van omroep HUMAN. Sinds 2018 was hij eerst buitenlandredacteur voor Nieuwsuur, later voor EenVandaag. 

## Journalist
Als freelance researcher doet Mulder onderzoek voor VPRO, HUMAN, IKON en Vice.com. Zijn geschreven bijdragen zijn te lezen in De Volkskrant, NRC.Next en NRC-Handelsblad, De Morgen, Vrij Nederland, De Correspondent en Nieuwe Revu. 
Op de radio was hij te horen in het Radio 1 Journaal, Dit is de dag, Bureau Buitenland, Knooppunt Kranenbarg en BNR Nieuwsradio. 
Zijn commentaar op de Scandinavische actualiteit leverde hij in televisieprogramma's als Medialogica, Pauw (& Witteman) en RTL-Nieuws. Zo bespreekt hij regelmatig Scandinavisch nieuws in actualiteitenprogramma's op radio en televisie. Mulder werkte mee aan de HUMAN-documentaire Schimmenspel: Poetins onzichtbare oorlog.

## Erkenning
De journalistieke prijs De Loep 2019 werd hem toegekend voor zijn onderzoek naar de 'Maltese paspoorthandel' Hij won de prijs in de categorie 'Signalerende onderzoeksjournalistiek' samen met Siebe Sietsma. Uit het juryrapport: ‘Een verhaal waarbij de mond van de jury af en toe open viel van verbazing, waarin een hoofdpersoon duidelijk verrast werd door de kennis van de interviewers'.
Naast De Loep van 2019 won Mulder ook De Tegel 2019 voor zijn onderzoek naar de Maltese paspoorthandel, hier in de categorie 'Buitenland'.

## Prijzen
- De Tegel 2019 in de categorie Signalerend Maltese paspoorthandel
- De Loep 2019 voor Maltese paspoorthandel